# البشتی، بوتاشانی
البشتی، بوتاشانی (به لاتین: Albești, Botoșani) یک منطقهٔ مسکونی در رومانی است.